# 久利英二
久利 英二（くり えいじ、1941年 - ）は、日本の牧師、神学校教師。

## 経歴
東京都出身、早稲田大学卒業、聖書神学舎卒業、テュービンゲン大学卒業

## 現在
日本福音キリスト教会連合、鶴川福音協会牧師、聖書宣教会教師

## 著書
- 「サムエル記」（聖書購解シリーズ）、いのちのことば社、1988年

## 訳書
- アルフレッド・T・イード著『聖書パノラマ』、いのちのことば社、1976年